# 李斗益
李斗益（リ・ドゥイク、 朝鮮語: 리두익、1920年11月16日 - 2002年3月13日）は、朝鮮民主主義人民共和国（北朝鮮）の軍人、政治家。最終階級は朝鮮人民軍次帥。

## 経歴
咸鏡北道甲山郡生まれ。（一説には中国の吉林省延吉市生まれ。）1936年、吉林省長白県沈谷児童団団員となり、翌1937年6月に東北抗日聯軍第2軍第6師に加入、少年伝令兵として師長の金日成らと共に行動する。1938年8月に中国共産主義青年団に加入、吉林省臨江県で抗日運動を展開。1940年12月、中国東北部（旧満州）での抗日運動が困難となった事からソ連に渡り、第88独立狙撃旅団第1独立狙撃大隊附。1945年に日本の敗戦により朝鮮が解放され、38度線以北に帰国する。
1946年、保安幹部訓練大隊創設要員。金日成の副官として勤務していたが、1946年6月末に金日成の命令で中央保安幹部学校に教員として派遣される。1948年8月に朝鮮人民軍に入隊し中尉任官、中隊長、大隊長となる。1950年から1953年まで朝鮮戦争に従軍。朝鮮戦争後、ソ連に留学。1956年6月に第24師団第3連隊長になる。1962年2月に第9師団長および朝鮮人民軍少将になる。1962年10月から1998年まで最高人民会議の代議員を務める。1963年5月、民族保衛省（国防省）特殊作戦局局長および朝鮮人民軍中将になる。1962年8月、第7軍団長。1968年6月に第2集団軍司令官になる。また同月、朝鮮民主主義人民共和国政府から第1級国旗勲章と英雄称号を受ける。
1970年11月に朝鮮労働党の第4回党大会で党中央委員になる。1972年5月に第3集団軍司令官。1973年5月に朝鮮人民軍上将。1976年4月第2軍団長になる。1980年に第4軍団長になる。
1980年10月、朝鮮労働党の第5回党大会で党中央委員および党中央軍事委委員会委員となる。1982年4月、金日成勲章受章。1985年4月に朝鮮人民軍大将に任官。1988年5月に平壌～開城間の高速道路の建設責任者となる。1989年9月、人民軍幹部修養団を率いて中国を訪問。1992年4月に朝鮮人民軍次帥になり、また2度目の英雄称号を受けた。以降は政治の表舞台から姿を消す。
1994年7月9日、金日成国家葬儀委員会の委員を、95年2月25日には呉振宇国家葬儀委員会の委員を務めた。
1997年、朝鮮人民軍元帥・崔光葬儀委員のリスト40人が公式発表された時、序列は26位であった。10月、病気の治療のため北京を訪れるが、亡命を希望しているとの説が囁かれていた。
2002年3月13日に病気で死去。

## 参考資料
- 김선호 (2020). 조선인민군 : 북한 무력의 형성과 유일체제의 기원. 한양대학교 출판부. ISBN 9788972186809